# Macromitrium hoehnei
Macromitrium hoehnei là một loài rêu trong họ Orthotrichaceae. Loài này được Herzog mô tả khoa học đầu tiên năm 1924.